# Jutta Rüdiger
Jutta Rüdiger (Berlijn, 14 juni 1910 – Bad Reichenhall, 13 maart 2001) was hoofd van de Bund Deutscher Mädel van 1937 tot 1945.

## Jonge jaren
Jutta Rüdiger  werd geboren in Berlijn, maar groeide op in Düsseldorf waar haar vader ingenieur was. Ze volgde een opleiding tot psycholoog. Terwijl ze in de jaren 1920 in Würzburg studeerde, werd ze overtuigd nazi en sloot zich aan bij de Nationalsozialistischer Deutscher Studentenbund. Vanaf 1933 was ze assistent-psycholoog bij het instituut voor arbeids- en beroepsonderzoek in Düsseldorf. Ze werd ook actief in het bestuur van de BDM, die in 1930 was gestart als tegenhanger van de alleen voor jongens voorbestemde Hitlerjugend. 
Nadat in januari 1933 de nazi's in de regering kwamen, groeide de beweging snel. In 1933 sloot Rüdiger haar studie af en ze promoveerde in 1934. In 1935 werd ze hoofd van de BDM in het Ruhr-Benedenrijngebied. In november 1937 werd ze landelijk hoofd van de BDM en tegelijk lid van de nazipartij. Ze volgde daarbij Trude Mohr op, die in verband met haar huwelijk conform het nazibeleid deze positie had opgezegd.

## Carrière in das Reich
Als leider had Rüdiger de titel Reichsreferentin des BDM. Dit duidde erop dat haar positie ondergeschikt was aan de Reichsjugendführer Baldur von Schirach, en zijn opvolger vanaf 1940, Artur Axmann. Dit was in lijn met het nazibeleid dat ervan uitging dat vrouwen en hun organisaties altijd ondergeschikt moesten zijn aan mannelijk leiderschap. Schirach voorkwam ijverig dat de BDM autonoom werd, of onder controle kwam van de 'Nationalsozialistische Frauenschaft'. 
Lidmaatschap van de BDM werd in 1936 verplicht voor meisjes tussen 10 en 18. De wet werd nog aangescherpt in 1939, toch was het lidmaatschap nooit net zo universeel als dat bij de Hitlerjugend voor jongens wel gold. Voor jongens was een belangrijk doel om voorbereid te worden op aansluiting bij de strijdkrachten, terwijl het dragen van wapens door vrouwen niet in de nazi-ideologie paste. Meisjes werd als doel opgelegd om in het huwelijk te treden met een naziman en kinderen te krijgen om het Arisch ras te versterken.

Volgens Dr. Rüdiger in 1937:
De taak van onze meisjesbond is hen op te voeden als toortsdragers van de nationaalsocialistische wereld. We hebben meiden nodig die lichamelijk gezond en geestelijk in balans zijn. Ze moeten de schoonheid van goddelijke creatie in zich dragen. We willen meisjes grootbrengen die geloven in Duitsland en in onze leider, en die dit geloof doorgeven aan hun toekomstige kinderen.
In 1941 ontstond in Duitsland echter een tekort aan arbeidskrachten omdat veel mannen naar het front moesten. De leden van de BDM werden in toenemende mate ingezet voor verplichte arbeidsdienst, meestal op boerderijen of in munitiefabrieken. Meisjes uit de betere standen kregen kantoorwerk. Rüdiger werd op deze manier voorzitter van een vrouwelijk arbeidscontingent van enkele miljoenen, en zette hen daar in waar ze nodig waren.
Vanaf 1943 leverde de BDM ook duizenden meisjes om luchtafweergeschut in Duitse steden te bemensen. Verder dan dit kon het nazisysteem niet gaan wat betreft deelname van vrouwen aan de gewapende strijd. Meisjes vanaf 13 zaten achter het geschut en schoten geallieerde vliegtuigen neer. Onder hen vielen slachtoffers als ze werden geraakt door bommen of boordgeschut van de vliegtuigen. In de laatste dagen van de oorlog zouden enkele BDM-meisjes samen met jongens van de Hitlerjugend tegen de geallieerde legers gevochten hebben, maar dat is niet bevestigd. Rüdiger ontkende na de oorlog dat ze dit had toegestaan.
Rüdiger bezocht Den Haag op 28 september 1941 voor een inspectie van de leden van de BDM en de Nationale Jeugdstorm. Tijdens bijeenkomsten op het Korte Voorhout en de Stadsschouwburg waren leden van de Nationale Jeugdstorm gehuld in klederdrachten uit verschillende delen van Nederland, 'om de Reichsreferentin te laten zien welke kleederdrachten nog gedragen worden'.
Rüdiger werd in 1945 bij Zell am See waar ze zich verborgen hield, door de Amerikaanse strijdkrachten gearresteerd en 2,5 jaar in detentie gehouden. Ze werd nooit aangeklaagd of voor het gerecht gebracht. Na haar vrijlating hervatte ze haar werk als psycholoog in Düsseldorf. In een interview in 2000 zei ze: "Nationaalsocialisme is niet herhaalbaar. Je kunt alleen de waarden overnemen die we omarmden: kameraadschap, bereidheid elkaar te helpen, dapperheid, discipline en loyaliteit. Verder moet ieder jong mens zijn eigen weg zoeken."
Ze overleed in 2001 in Bad Reichenhall (Beieren) aan de gevolgen van de ziekte van Parkinson.